# José Angel Mendívil Ros
José Angel Mendívil Ros   (Urbiola, 1948) és un antic pilot de motociclisme basc que destacà en competicions estatals de motocròs durant les dècades de 1960 i 1970, arribant a guanyar un Trofeu i dos Campionats d'Espanya d'aquest esport. A banda del motocròs, practicà tota mena de modalitats motociclistes, ja fossin proves de trial, enduro (anomenat aleshores Tot Terreny), velocitat o pujades de muntanya, i va ser campió basc-navarrès de totes aquestes especialitats. La seva superioritat al País Basc era tal que, durant la seva etapa d'activitat, els mitjans de comunicació l'anomenaven sovint Mendívil el Gran.
Mendívil va debutar de ben jove, el 1963, en curses de velocitat, on pilotant motocicletes Derbi i OSSA va arribar a córrer contra pilots de la talla d'Ángel Nieto, Ramon Torras i Santiago Herrero. El 1966 va provar el motocròs i va descobrir que aquesta disciplina s'adaptava més al seu estil, de manera que va aconseguir a la primera el Trofeu estatal de 125 cc. De seguida va entrar com a pilot oficial a Bultaco, marca amb què va córrer fins al final de la seva carrera esportiva malgrat rebre sovint ofertes de diversos equips (entre altres, OSSA, Rieju i Montesa). Amb la seva victòria al Campionat d'Espanya de 125 cc de 1973, José Angel Mendívil fou el primer no català a guanyar aquest campionat, instaurat el 1959.
Originària de la comarca de l'Estella Oriental, la família Mendívil s'establí a la zona de Bilbao quan José Angel era ben petit. El seu germà gran, Jesús María Mendívil, fou també un destacat pilot de motocròs durant la dècada de 1960 i va ser molt popular a Biscaia, on va fundar, per exemple, el Moto Club Bilbaíno. Des del 1972, José Angel regenta un establiment comercial a Leioa, Motocicletas J.A. Mendívil.

## Palmarès al Campionat d'Espanya de motocròs
| Any                      | Motocicleta  | 500 cc | 250 cc | 125 cc |
| ------------------------ | ------------ | ------ | ------ | ------ |
| 1966                     | Bultaco      | -      | -      | 1r     |
| 1967                     | Bultaco      | -      | -      | 2n     |
| 1968 - 1971: Sense dades |              |        |        |        |
| 1972                     | Bultaco      | -      | 3r     | ?      |
| 1973                     | Bultaco      | -      | 2n     | 1r     |
| 1974                     | Bultaco      | -      | 1r     | -      |
| 1975                     | Bultaco      | -      | 2n     | -      |
| 1976                     | Bultaco      | 10è    | 7è     | -      |
| 1977                     | Bultaco      | -      | 9è     | -      |
| Total títols             | Total títols | 0      | 1      | 2      |

Notes
1. 1 2  Entre 1965 i 1967, es convocà una mena de campionat estatal de 125 cc que s'anomenà Trofeu nacional de motocròs 125cc[9]